# Сіде (синто)

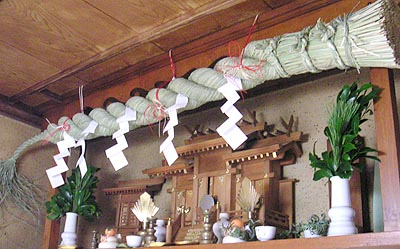
Сіде, прикріплені до солом'яної мотузки в домашньому синтоїстському храмі камідана

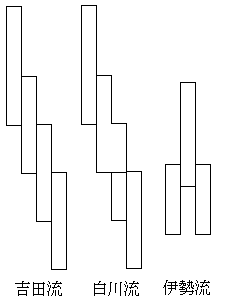
Різновиди Сіде

Ші́де (яп. 紙垂, 四手) — зигзагоподібна стрічка, яку зазвичай прикріплюють до сіменави (ритуальної мотузки з рисової соломи) або тамагусі (гілки дерева сакакі) в ритуалах японської релігії синто. Раніше сіде виготовлялися з грубої тканини, виготовленої з паперового дерева, але сьогодні більшість стрічок — паперові. Вважається, що вони захищають від злих духів. Сіде також прикріплюють до ритуального посоха хараїгусі (яп. 祓い串, «посох, що очищує»), які синтоїстські священники використовують для благословення. Під час ритуалу посохом водять повільно та ритмічно, але з деяким розрахунком того, щоб сіде видавали шурхотіння при кожному русі, що нагадують блискавку. Вважається, що хараїгусі подібні за призначенням та використанням зі схожими засобами айнів — інау — очищеними вербовими гілками, що використовуються з цими ж цілями.
Існує кілька способів складання сіде, а також кілька різновидів, наприклад Ісе, Сіракава і Йосіда.